# Cine de Francia

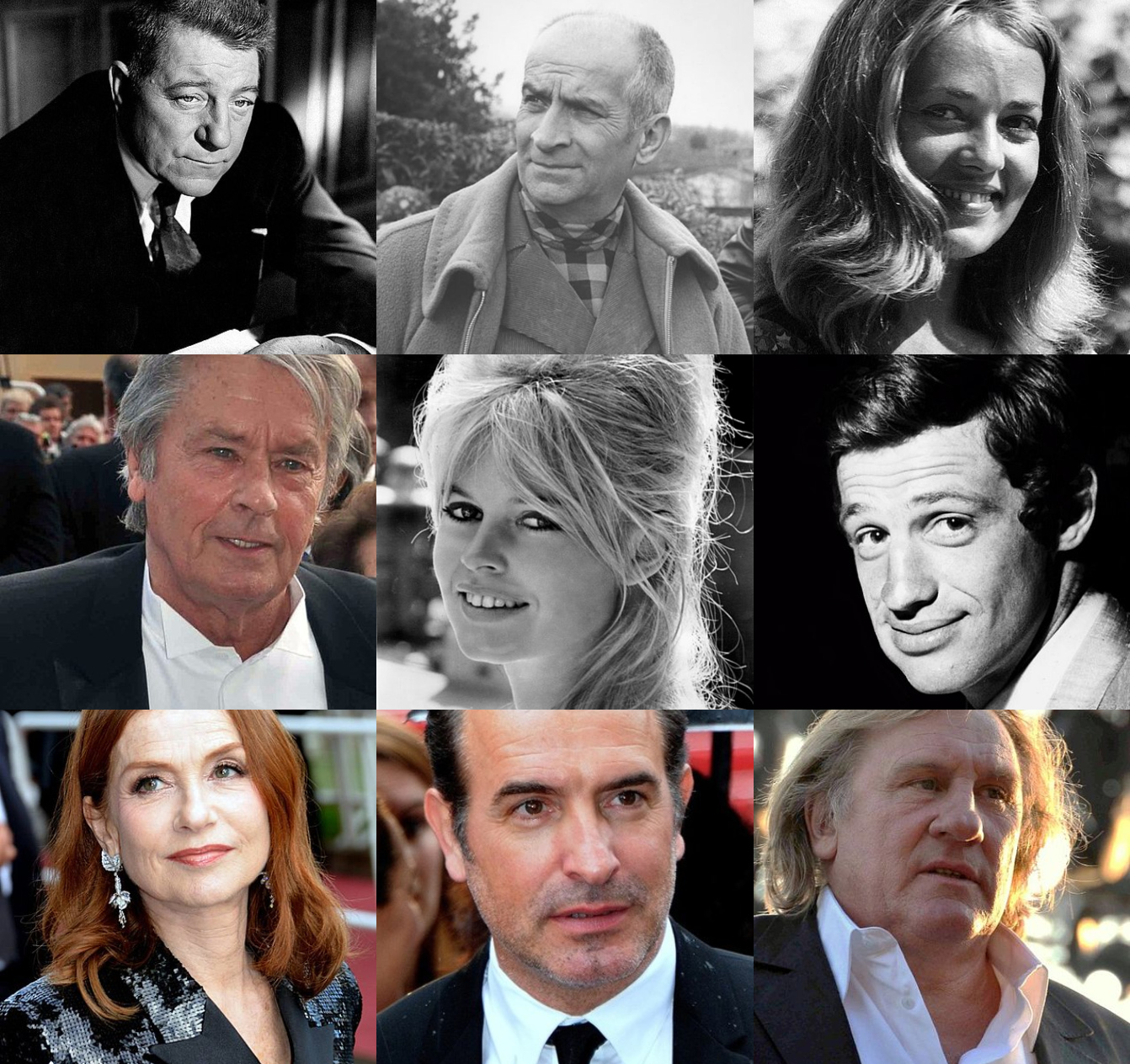
Jean Gabin, Louis de Funès, Jeanne Moreau, Alain Delon, Brigitte Bardot, Jean-Paul Belmondo, Isabelle Huppert, Jean Dujardin, Gérard Depardieu.

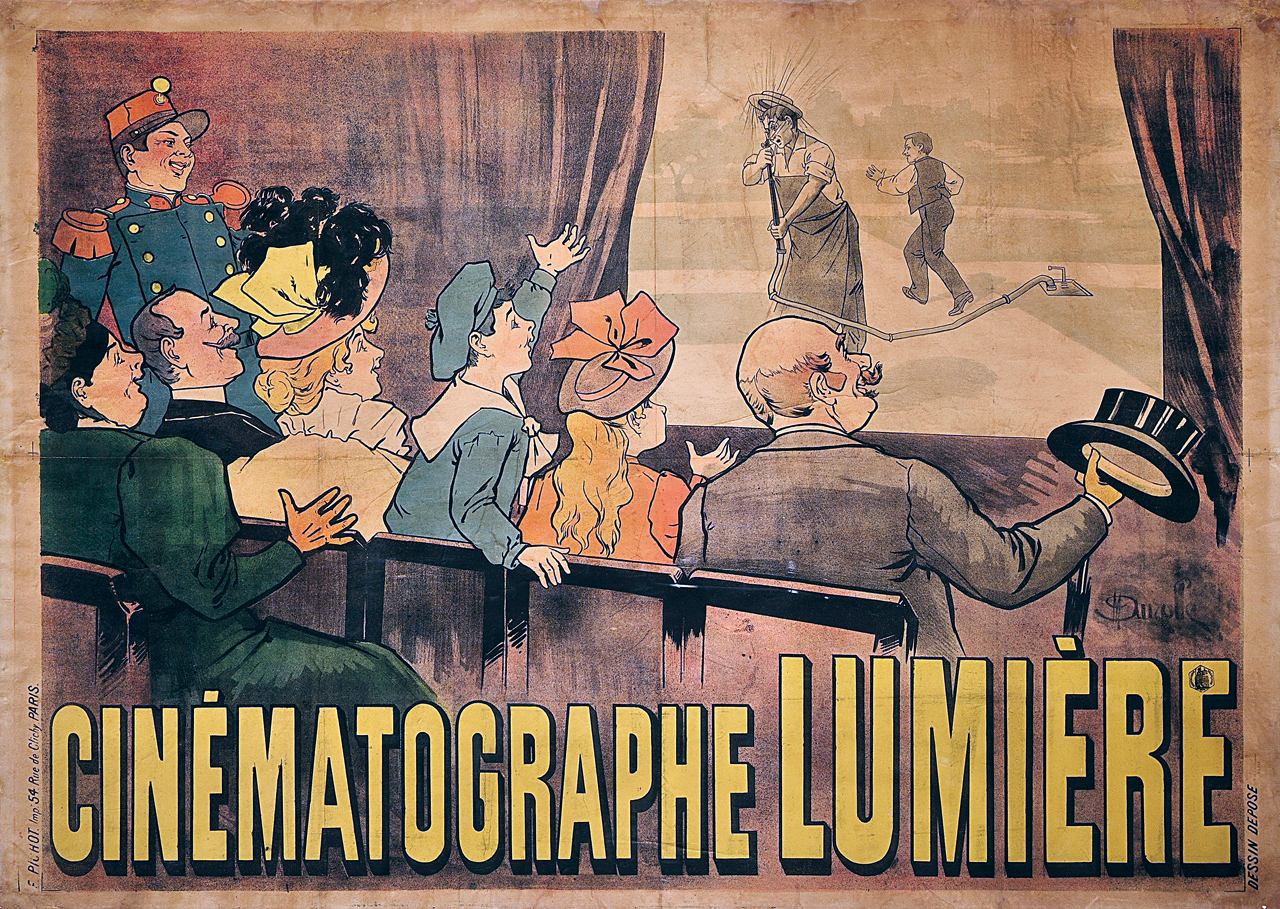
Cartel publicitario de los Hermanos Lumière

Francia ha sido un país muy influyente en el desarrollo del cine como medio de entretenimiento a nivel mundial. Los hermanos Lumière son considerados los inventores del cine ya que introdujeron el cinematógrafo y realizaron una gran cantidad de películas que sentaron un precedente para la industria cinematográfica. 
Los directores más importantes de la historia del cine francés son Jean Renoir, Marcel Carné, François Truffaut y Jean-Luc Godard.  Otros directores importantes son René Clair, Jean Cocteau, René Clément, Robert Bresson, Jacques Demy, Claude Chabrol, Jean-Pierre Melville, Bertrand Tavernier, Claude Sautet, Eric Rohmer, Agnès Varda, Maurice Pialat, Bertrand Blier, André Téchiné, François Ozon. 
El cine francés es muy importante, sobre todo gracias a sus actores que han dejado huella en la historia del cine:
en los años 30 y 40: Jean Gabin, Raimu y Michel Simon, Louis Jouvet, Pierre Fresnay, Gaby Morlay, después de la guerra y hasta los años 60: Danielle Darrieux, Michèle Morgan, Simone Signoret, Marina Vlady; Jean Marais, Gérard Philipe, Bernard Blier, Charles Vanel, Fernandel, Bourvil, años sesenta y setenta: las grandes estrellas Jean-Paul Belmondo, Alain Delon, Brigitte Bardot, Jeanne Moreau, Catherine Deneuve, Romy Schneider y Annie Girardot; los actores Michel Piccoli, Jean Rochefort, Philippe Noiret, Jean-Pierre Cassel, Yves Montand, Jean-Pierre Léaud, Gérard Depardieu, Patrick Dewaere, las actrices Stéphane Audran, Anna Karina, Claude Jade, Françoise Dorléac, Marlène Jobert, Miou-Miou, Isabelle Huppert, Nathalie Baye, Isabelle Adjani. Además de estos actores, cómicos como Louis de Funès y Pierre Richard. En los años 80 y 90 Bernard Giraudeau, Juliette Binoche, Lambert Wilson, desde los años 2000 Marion Cotillard, Vincent Cassel y Louis Garrel. 
Además de su propio desarrollo, el cine francés ha permitido que se expresen a través del cine numerosos artistas de Europa y el mundo entero. Realizadores famosos como Krzysztof Kieślowski, Walerian Borowczyk, Andrzej Żuławski, Gaspar Noé, Edgardo Cozarinsky, Alexandre Alexeieff, Anatole Litvak, Michael Haneke, Paul Verhoeven, Otar Iosseliani, John Berry (director), Roman Polanski, y Maria Koleva, son algunos realizadores internacionales cuyo trabajo se ha visto influido por el estilo del cine francés. Por otra parte, realizadoras y realizadores franceses tales como Jean Renoir, Jacques Tourneur, Jean-Jacques Annaud, Jean-Pierre Jeunet, Olivier Dahan, Luc Besson, Francis Veber o Agnès Varda, Julie Delpy, Claire Denis, cultivaron fructosas carreras a nivel mundial.

## Historia

### Finales delsigloXIXy principios delsigloXX
A finales del siglo XIX, durante los primeros años del cine, Francia fue pionera en varios aspectos. Los Hermanos Lumière fueron quienes inventaron el cinematógrafo;   su proyección de L'Arrivée d'un train en gare de La Ciotat (La llegada de un tren a la estación de La Ciotat) en París en 1895, es considerada por muchos historiadores como el nacimiento oficial del cine. Durante los siguientes años, los directores de cine de todo el mundo comenzaron a experimentar con este nuevo medio. El francés Georges Méliès fue influyente, ya que inventó muchas de las técnicas ahora comunes en el lenguaje cinematográfico e hizo la primera película de ciencia ficción Le Voyage dans la Lune (Viaje a la Luna) en 1902.
Otras personas y organizaciones de este periodo incluyen a Léon Gaumont y Pathé. Alice Guy Blaché fue una de las pioneras del cine. Hizo su primera película en 1896, La Fée aux Choux, y fue jefa de producción en Gaumont (1897-1906), donde hizo en total unas 400 películas. Su carrera continuó en los Estados Unidos. Otros pioneros que trabajaron en Francia y en los Estados Unidos fueron Maurice Tourneur y el actor cómico Max Linder. 

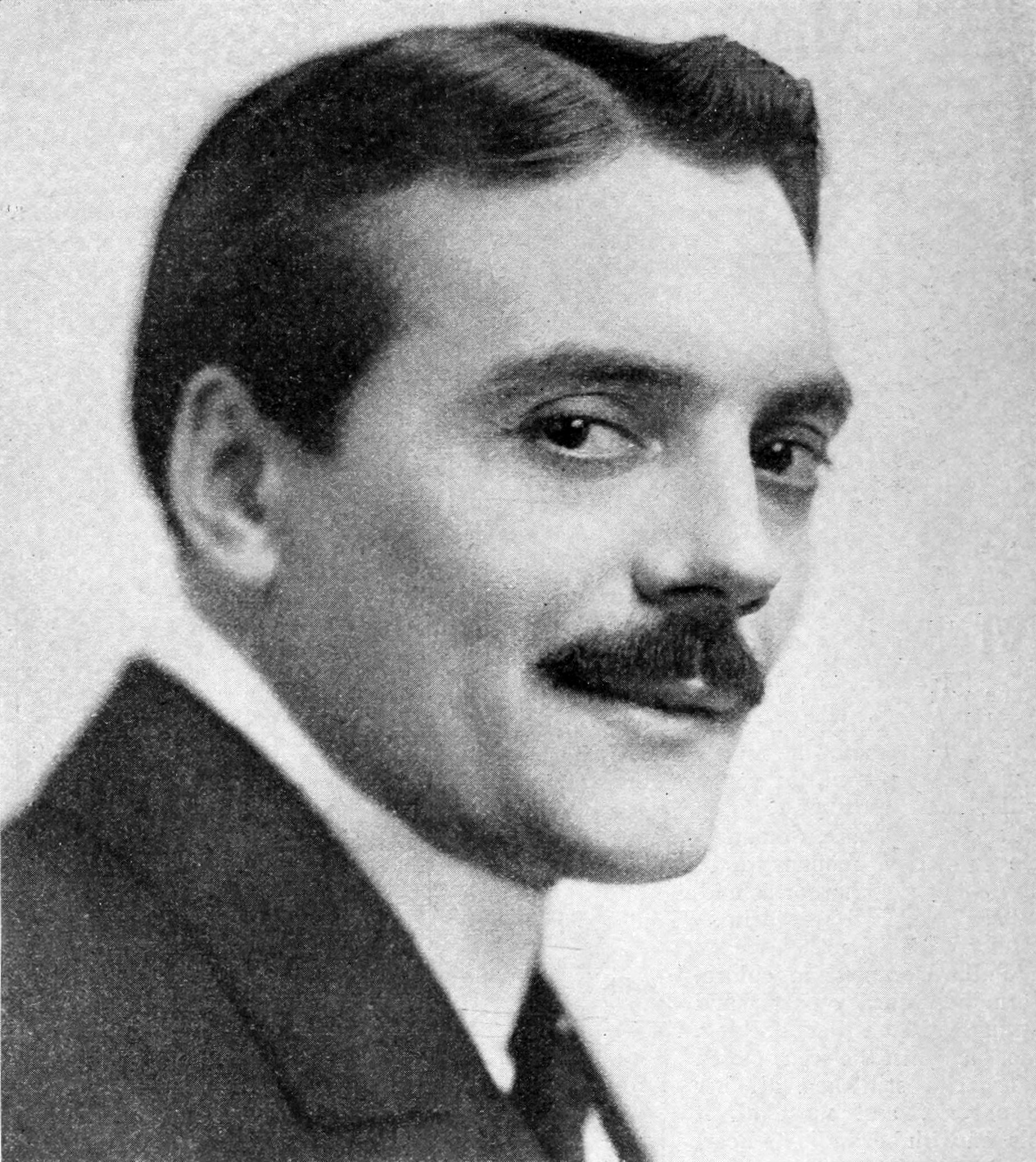
Max Linder.

Durante el periodo entre la Primera Guerra Mundial y la Segunda Guerra Mundial, Jacques Feyder se convirtió en uno de los fundadores del realismo poético en el cine de Francia. Sumado al hecho de la quiebra de las productoras francesas.
En esta época hay que situar al denominado "Rimbaud del cine", como recuerda el crítico cineasta Roman Gubern, esto es, Jean Vigo (1905-1934) que, con solo cuatro obras-dos cortometrajes, un obra de mediometraje y su único largometraje, L'Atalante-sirvió de puente entre el surrealismo y el realismo poético de antes de la segunda gran conflagración mundial.
Empezando en el año 1935, el renombrado dramaturgo y actor Sacha Guitry dirigió su primera cinta. Hizo más de treinta películas que son vistas como precursoras de la era "new wave".
En 1937 Jean Renoir, el hijo del famoso pintor Pierre-Auguste Renoir, dirigió lo que muchos ven como su primera obra maestra, La gran ilusión. En 1939 Renoir dirigió La regla del juego (La Règle du Jeu). Varios críticos de cine han citado a esta película como una de las mejores de todos los tiempos.
Les Enfants du paradis de Marcel Carné fue filmada durante la Segunda Guerra Mundial y estrenada en 1945. La película, de tres horas de duración, fue muy difícil de realizar debido a las condiciones durante la ocupación nazi. Situada en París en 1828, la película fue votada "Mejor película francesa del siglo" en una votación de 600 críticos y profesionales franceses a finales de los años 1990.

### El cine durante la IV República

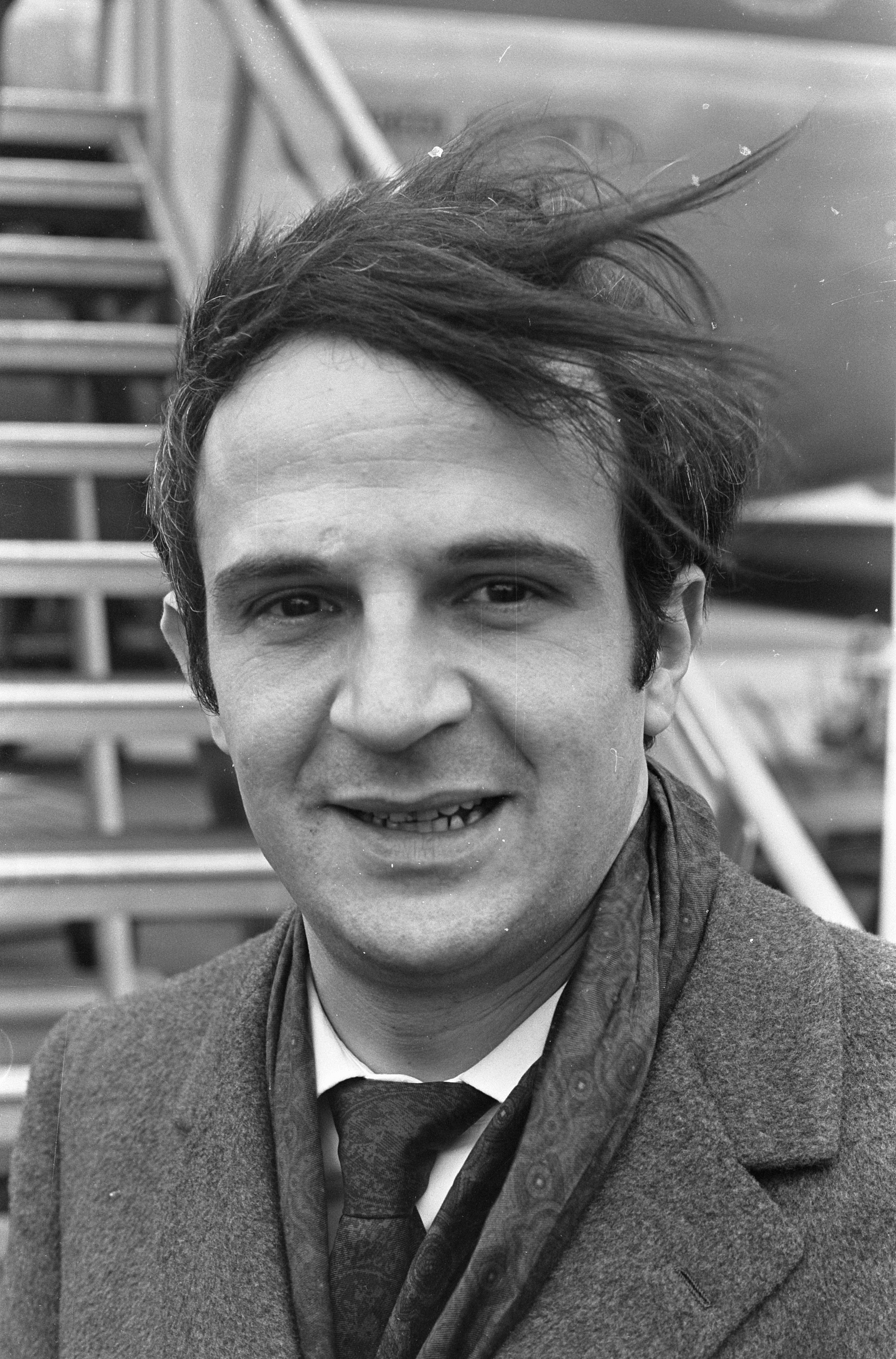
François Truffaut.

En la revista crítica Cahiers du cinéma, fundada por André Bazin, críticos y amantes del cine discutirían sobre el cine y por qué funcionaba. La teoría del cine moderna nació allí. Además, los críticos de Cahiers como Jean-Luc Godard, François Leront, François Truffaut, Claude Chabrol, etc. decidieron hacer películas, creando lo que es conocido como Nouvelle vague. Algunas de las primeras películas en este nuevo género fueron À bout de souffle (1960) de Jean-Luc Godard , protagonizada por Jean-Paul Belmondo y Les Quatre Cent Coups (1959) de Truffaut protagonizada por Jean-Pierre Léaud. Desde 1959 hasta 1979 Truffaut siguió el personaje de Léaud, Antoine Doinel, que se enamora de Christine Darbon (Claude Jade de Topaz de Hitchcock) en Baisers volés, se casa con él en Domicilio conyugal y se separa de su esposa Christine en la última película Post-New-Wave L'amour en fuite.
La industria del cine francés recibe muchos fondos costeados por quienes pagan impuestos en Francia.  Roselyne Bachelot, Ministro de Cultura entre 2020 y 2022, en su libro 682 jours indicó que los artistas preeminentes de producciones independientes cobran ingresos «tres o cuatro veces superiores a los de los actores de películas independientes estadounidenses», añadiendo: «las subvenciones directas, los anticipos sobre los ingresos, las exenciones fiscales y la intermitencia han creado una economía asistida que no solo se preocupa poco por los gustos del público, sino que siente un claro desprecio por las películas de masas y rentables».  Según Bachelot, esto habría creado «feudos clientelistas».
Además, las estrellas de cine francesas empezaron a hacerse famosas tanto en el extranjero como en su propio país. Entre los actores populares de la época se encontraban Brigitte Bardot, Alain Delon, Romy Schneider, Catherine Deneuve, Jeanne Moreau, Simone Signoret, Yves Montand, Jean-Paul Belmondo y todavía Jean Gabin.
Desde los años sesenta y principios de los setenta los completan y siguen Michel Piccoli y Philippe Noiret como actores de carácter, Annie Girardot, Jean-Louis Trintignant, Jean-Pierre Léaud, Claude Jade, Isabelle Huppert, Anny Duperey, Gérard Depardieu, Patrick Dewaere, Jean-Pierre Cassel, Miou-Miou, Brigitte Fossey, Stéphane Audran e Isabelle Adjani. Durante los años ochenta, se les suma una nueva generación que incluye a Sophie Marceau, Emmanuelle Béart, Jean-Hugues Anglade, Sabine Azema, Juliette Binoche y Daniel Auteuil.

### Años 1980
Cuando Jean-Jacques Beineix hizo Diva (1981) puso la chispa del comienzo de la oleada de los años 1980 del cine francés. Las películas que siguieron a este despertar incluyen 37°2 le matin (1986) por Beineix, El gran azul (Le Grand bleu, 1988) por Luc Besson y Los amantes de Pont-Neuf (Les Amants du Pont-Neuf, (1991) por Léos Carax.

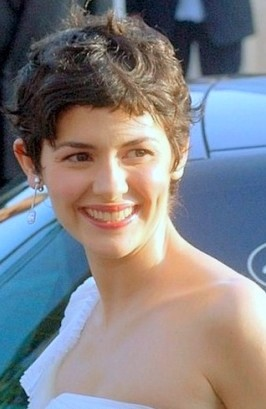
Audrey Tautou.

### Años 1990
En 1991, Jean-Pierre Jeunet hizo Delicatessen, seguida por la película de 1995 La ciudad de los niños perdidos (La Cité des enfants perdus); ambas caracterizadas por un estilo fantástico distinto.
A mediados de 1990, Krzysztof Kieślowski lanzó su trilogía Tres colores: Tres colores: Azul, Tres colores: Blanco y Tres colores: Rojo.
La película El odio de 1995, de Mathieu Kassovitz, convirtió a Vincent Cassel en una estrella.
En 1997 se estrenó "El quinto elemento" dirigida por Luc Besson y protagonizada por Bruce Willis, Gary Oldman y Milla Jovovich que se convirtió en una película de culto.

### Años 2000
En 2001, tras un breve periodo en Hollywood con la cuarta película de Alien (Alien: Resurrección), Jeunet volvió a Francia con Amélie (Le fabuleux destin d'Amélie Poulain), protagonizada por Audrey Tautou y Mathieu Kassovitz.

### Años 2010

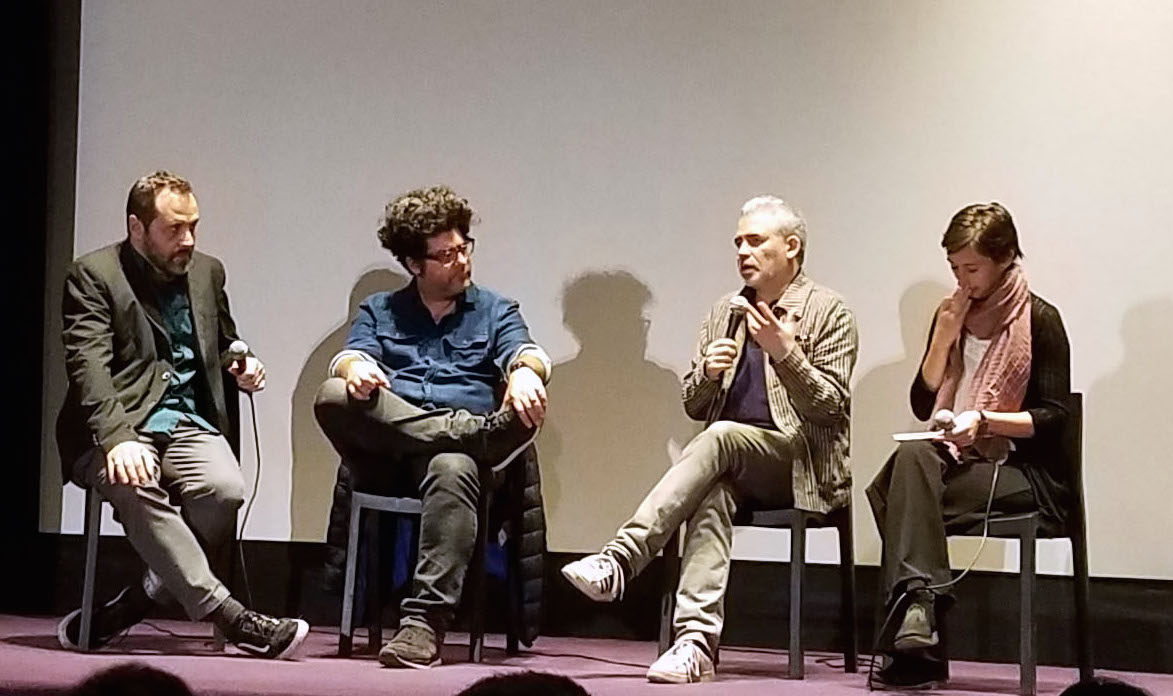
Stéphane Brizé (segundo desde la derecha) en una proyección de La Loi du marché en 2019 en Buenos Aires.

Algunas de las películas más notables de esta década incluyen :
- De dioses y hombres de Xavier Beauvois en 2010.
- Intouchables (Intocable en España y Amigos intocables en Hispanoamérica) de Olivier Nakache y Éric Toledano en 2011.
- La vida de Adèle de Abdellatif Kechiche en 2013.
- La familia Bélier de Éric Lartigau en 2014.
- Dios mío, ¿pero qué te hemos hecho? de  Philippe de Chauveron en 2014.